# Nascar Cup Series 2020
Nascar Cup Series 2020 var den 72:a upplagan av den främsta divisionen av professionell stockcarracing i USA som arrangeras av National Association for Stock Car Auto Racing.
Säsongen startade på Daytona International Speedway med uppvisningsloppen Busch Clash 9 februari och Bluegreen Vacations Duel 13 februari, vilket även är slutkval till den 62:a upplagan av Daytona 500 som körs 16 februari och är det avslutande loppet av Daytona Speedweeks. Säsongen avslutades 8 november på Phoenix Raceway med Season Finale 500. År 2020 är första året finalloppet körs på Phoenix Raceway. Dom senaste 17 åren har säsongen avslutats på Homestead-Miami Speedway.
Med anledning av att de bägge loppen som avgörs på Pocono Raceway som från och med detta år kommer att köras samma helg, avslutas säsongen en vecka tidigare jämfört med förra året. Som tidigare år delar Fox Sports och NBC Sports på sändningarna. Titelförsvarare var Kyle Busch och Joe Gibbs Racing som 2019 vann sin andra titel i förarmästerskapet.

## Förändringar

### Huvudsponsor
Inför säsongen valde Nascar att inte gå vidare med Monster Energy som huvudsponsor. I stället valde man att satsa på ett helt nytt sponsringsformat för sin högsta division. Det nya formatet innebär att serien inte kommer att en namnsponsor. Detta för att eftersträva att ha ett liknande namn som andra amerikanska sportserier. I stället kommer Busch Beer, Coca-Cola, Geico och Xfinity att vara huvudsponsorer och kommer att få extra mycket exponering på Nascars plattformar samt under tv-sändningarna.

## Tävlingskalender
Den ursprungliga tävlingskalendern förändrades under säsongen på grund av Coronapandemin.
|                                                                                    | Busch Clash                                   | Daytona International Speedway, Daytona Beach, Florida | 9 februari     |
|                                                                                    | Bluegreen Vacations Duel                      | Daytona International Speedway, Daytona Beach, Florida | 13 februari    |
| 1                                                                                  | Daytona 500                                   | Daytona International Speedway, Daytona Beach, Florida | 16-17 februari |
| 2                                                                                  | Pennzoil 400                                  | Las Vegas Motor Speedway, Las Vegas Nevada             | 23 februari    |
| 3                                                                                  | Auto Club 400                                 | Auto Club Speedway, Fontana, Kalifornien               | 1 mars         |
| 4                                                                                  | Fanshield 500                                 | Phoenix Raceway, Avondale, Arizona                     | 8 mars         |
| 5                                                                                  | The Real Heroes 400                           | Darlington Raceway, Darlington, South Carolina         | 17 maj         |
| 6                                                                                  | Toyota 500                                    | Darlington Raceway, Darlington, South Carolina         | 20 maj         |
| 7                                                                                  | Coca-Cola 600                                 | Charlotte Motor Speedway, Charlotte, North Carolina    | 24 maj         |
| 8                                                                                  | Alsco Uniforms 500                            | Charlotte Motor Speedway, Charlotte, North Carolina    | 27 28 maj      |
| 9                                                                                  | Food City presents the Supermarket Heroes 500 | Bristol Motor Speedway, Bristol, Tennessee             | 31 maj         |
| 10                                                                                 | Folds of Honor Quiktrip 500                   | Atlanta Motor Speedway, Hampton Georgia                | 7 juni         |
| 11                                                                                 | Blue-Emu Maximum Pain Relief 500              | Martinsville Speedway, Ridgeway, Virginia              | 10 juni        |
| 12                                                                                 | Dixie Vodka 400                               | Homestead-Miami Speedway, Homestead, Florida           | 14 juni        |
| 13                                                                                 | Geico 500                                     | Talladega Superspeedway, Lincoln, Alabama              | 21 juni        |
| 14                                                                                 | Pocono Organics 325                           | Pocono Raceway, Long Pond, Pennsylvania                | 27 juni        |
| 15                                                                                 | Pocono 350                                    | Pocono Raceway, Long Pond, Pennsylvania                | 28 juni        |
| 16                                                                                 | Big Machine Hand Sanitizer 400                | Indianapolis Motor Speedway, Speedway, Indiana         | 5 juli         |
| 17                                                                                 | Quaker State 400                              | Kentucky Speedway, Sparta, Kentucky                    | 12 juli        |
|                                                                                    | Nascar All Star Open                          | Bristol Motor Speedway, Bristol, Tennessee             | 15 juli        |
|                                                                                    | Nascar All Star Race                          | Bristol Motor Speedway, Bristol, Tennessee             | 15 juli        |
| 18                                                                                 | O'Reilly Auto Parts 500                       | Texas Motor Speedway, Fort Worth, Texas                | 19 juli        |
| 19                                                                                 | Super Start Batteries 400                     | Kansas Speedway, Kansas City Kansas                    | 23 juli        |
| 20                                                                                 | Foxwoods Resort Casino 301                    | New Hampshire Motor Speedway, Loudon, New Hampshire    | 2 augusti      |
| 21                                                                                 | Firekeepers Casino 400                        | Michigan International Speedway, Brooklyn, Michigan    | 8 augusti      |
| 22                                                                                 | Consumers Energy 400                          | Michigan International Speedway, Brooklyn, Michigan    | 9 augusti      |
| 23                                                                                 | Go Bowling 235                                | Daytona International Speedway, Daytona Beach, Florida | 16 augusti     |
| 24                                                                                 | Drydene 311                                   | Dover International Speedway, Dover Delaware           | 22 augusti     |
| 25                                                                                 | Drydene 311                                   | Dover International Speedway, Dover Delaware           | 23 augusti     |
| 26                                                                                 | Coke Zero Sugar 400                           | Daytona International Speedway, Daytona Beach, Florida | 29 augusti     |
| Nascar playoffs                                                                    |                                               |                                                        |                |
| Första elimineringsrundan med 16 förare kvar med möjlighet att vinna mästerskapet. |                                               |                                                        |                |
| 27                                                                                 | Cook Out Southern 500                         | Darlington Raceway, Darlington, South Carolina         | 6 september    |
| 28                                                                                 | Federated Auto Parts 400                      | Richmond Raceway, Richmond, Virginia                   | 12 september   |
| 29                                                                                 | Bass Pro Shops NRA Night Race                 | Bristol Motor Speedway, Bristol, Tennessee             | 19 september   |
| Andra elimineringsrundan med 12 förare kvar med möjlighet att vinna mästerskapet.  |                                               |                                                        |                |
| 30                                                                                 | South Point 400                               | Las Vegas Motor Speedway, Las Vegas, Nevada            | 27 september   |
| 31                                                                                 | Yellawood 500                                 | Talladega Superspeedway, Lincoln, Alabama              | 4 oktober      |
| 32                                                                                 | Bank of America Roval 400                     | Charlotte Motor Speedway, Concord, North Carolina      | 11 oktober     |
| Tredje elimineringsrundan med 8 förare kvar med möjlighet att vinna mästerskapet.  |                                               |                                                        |                |
| 33                                                                                 | Hollywood Casino 400                          | Kansas Speedway, Kansas City, Kansas                   | 18 oktober     |
| 34                                                                                 | AAA Texas 500                                 | Texas Motor Speedway, Fort Worth, Texas                | 25-28 oktober  |
| 35                                                                                 | Xfinity 500                                   | Martinsville Speedway, Ridgeway, Virginia              | 1 november     |
| Finallopp med 4 förare kvar med möjlighet att vinna mästerskapet.                  |                                               |                                                        |                |
| 36                                                                                 | Season Finale 500                             | Phoenix Raceway, Avondale, Arizona                     | 8 november     |

## Resultat
| Nr | Tävling                                       | Pole position       | Flest ledda varv                   | Vinnare          | Konstruktör | Rapport |
| -- | --------------------------------------------- | ------------------- | ---------------------------------- | ---------------- | ----------- | ------- |
| U  | Busch Clash                                   | Ryan Newman         | Brad Keselowski                    | Eric Jones       | Toyota      | Rapport |
| KV | Bluegreen Vacations Duel 1                    | Ricky Stenhouse Jr. | Ricky Stenhouse Jr.                | Joey Logano      | Ford        | Rapport |
| KV | Bluegreen Vacations Duel 2                    | Alex Bowman         | Kevin Harvick                      | William Byron    | Chevrolet   | Rapport |
| 1  | Daytona 500                                   | Ricky Stenhouse Jr. | Denny Hamlin                       | Denny Hamlin     | Toyota      | Rapport |
| 2  | Pennzoil 400 presented by Jiffy Lube          | Kevin Harvick       | Kevin Harvick                      | Joey Logano      | Ford        | Rapport |
| 3  | Auto Club 400                                 | Clint Bowyer        | Alex Bowman                        | Alex Bowman      | Chevrolet   | Rapport |
| 4  | Fanshield 500                                 | Chase Elliott       | Chase Elliott                      | Joey Logano      | Ford        | Rapport |
| 5  | The Real Heroes 400                           | Brad Keselowski     | Kevin Harvick                      | Kevin Harvick    | Ford        | Rapport |
| 6  | Toyota 500                                    | Ryan Preece         | Clint Bowyer                       | Denny Hamlin     | Toyota      | Rapport |
| 7  | Coca-Cola 600                                 | Kurt Busch          | Alex Bowman                        | Brad Keselowski  | Ford        | Rapport |
| 8  | Alsco Uniforms 500                            | William Byron       | Kevin Harvick                      | Chase Elliott    | Chevrolet   | Rapport |
| 9  | Food City presents the Supermarket Heroes 500 | Brad Keselowski     | Denny Hamlin                       | Brad Keselowski  | Ford        | Rapport |
| 10 | Folds of Honor Quiktrip 500                   | Chase Elliott       | Kevin Harvick                      | Kevin Harvick    | Ford        | Rapport |
| 11 | Blue-Emu Maximum Pain Relief 500              | Ryan Blaney         | Joey Logano                        | Martin Truex Jr. | Toyota      | Rapport |
| 12 | Dixie Vodka 400                               | Denny Hamlin        | Denny Hamlin                       | Denny Hamlin     | Toyota      | Rapport |
| 13 | Geico 500                                     | Martin Truex Jr.    | Ryan Blaney                        | Ryan Blaney      | Ford        | Rapport |
| 14 | Pocono Organics 325                           | Aric Almirola       | Aric Almirola                      | Kevin Harvick    | Ford        | Rapport |
| 15 | Pocono 350                                    | Ryan Preece         | Denny Hamlin                       | Denny Hamlin     | Toyota      | Rapport |
| 16 | Big Machine Hand Sanitizer 400                | Joey Logano         | Kevin Harvick                      | Kevin Harvick    | Ford        | Rapport |
| 17 | Quaker State 400                              | Kyle Busch          | Aric Almirola                      | Cole Custer      | Ford        | Rapport |
|    | Nascar All Star Open                          | Michael McDowell    | William Byron                      | Matt DiBenedetto | Ford        | Rapport |
|    | Nascar All-Star Race                          | Martin Truex Jr.    | Ryan Blaney                        | Chase Elliott    | Chevrolet   | Rapport |
| 18 | O'Reilly Auto Parts 500                       | Aric Almirola       | Ryan Blaney                        | Austin Dillon    | Chevrolet   | Rapport |
| 19 | Super Start Batteries 400                     | Kevin Harvick       | Denny Hamlin                       | Denny Hamlin     | Toyota      | Rapport |
| 20 | Foxwoods Resort Casino 301                    | Aric Almirola       | Brad Keselowski                    | Brad Keselowski  | Ford        | Rapport |
| 21 | Firekeepers Casino 400                        | Joey Logano         | Kevin Harvick                      | Kevin Harvick    | Ford        | Rapport |
| 22 | Consumers Energy 400                          | Chris Buescher      | Kevin Harvick                      | Kevin Harvick    | Ford        | Rapport |
| 23 | Go Bowling 235                                | Kevin Harvick       | Chase Elliott                      | Chase Elliott    | Chevrolet   | Rapport |
| 24 | Drydene 311                                   | Chase Elliott       | Denny Hamlin                       | Denny Hamlin     | Toyota      | Rapport |
| 25 | Drydene 311                                   | Matt DiBenedetto    | Kevin Harvick                      | Kevin Harvick    | Ford        | Rapport |
| 26 | Coke Zero Sugar 400                           | Kevin Harvick       | Joey Logano                        | William Byron    | Ford        | Rapport |
| 27 | Cook Out Southern 500                         | Chase Elliott       | Martin Truex Jr.                   | Kevin Harvick    | Ford        | Rapport |
| 28 | Federated Auto Parts 400                      | Kevin Harvick       | Brad Keselowski                    | Brad Keselowski  | Ford        | Rapport |
| 29 | Bass Pro Shops NRA Night Race                 | Brad Keselowski     | Kevin Harvick                      | Kevin Harvick    | Ford        | Rapport |
| 30 | South Point 400                               | Kevin Harvick       | Denny Hamlin                       | Kurt Busch       | Chevrolet   | Rapport |
| 31 | Yellawood 500                                 | Denny Hamlin        | Joey Logano                        | Denny Hamlin     | Toyota      | Rapport |
| 32 | Bank of America Roval 400                     | Denny Hamlin        | William Byron Chase Elliott (lika) | Chase Elliott    | Chevrolet   | Rapport |
| 33 | Hollywood Casino 400                          | Chase Elliott       | Kevin Harvick                      | Joey Logano      | Ford        | Rapport |
| 34 | Autotrader Echopark Automotive 500            | Kevin Harvick       | Kyle Busch                         | Kyle Busch       | Toyota      | Rapport |
| 35 | Xfinity 500                                   | Brad Keselowski     | Chase Elliott                      | Chase Elliott    | Chevrolet   | Rapport |
| 36 | Season Finale 500                             | Chase Elliott       | Chase Elliott                      | Chase Elliott    | Chevrolet   | Rapport |

## Slutställning

### Märkesmästerskapet
| Pos     | Tillverkare | Vinster | Poäng |
| ------- | ----------- | ------- | ----- |
| 1       | Ford        | 19      | 1328  |
| 2       | Toyota      | 11      | 1258  |
| 3       | Chevrolet   | 2       | 1232  |
| Källor: |             |         |       |